# Од Хасел
Од Хасел (17. мај 1897 – 11. мај 1981) је био норвешки хемичар у области физичке хемије и добитник Нобелове награде 1969. године.

## Биографија
Хасел је рођен у Кристијанији (сада Осло), Норвешка. Његови родитељи су били Ернст Хасел (1848–1905), гинеколог, и Матилда Клавенес (1860–1955). Године 1915. уписао је Универзитет у Ослу где је студирао математику, физику и хемију, а дипломирао 1920. године. Виктор Голдшмит је био Хаселов тутор када је започео студије у Ослу, док је Хајнрих Јакоб Голдшмит, Викторов отац, био Хаселов саветник за тезу. Отац и син су били важне личности у Хаселовом животу и његови пријатељи. Након што је узео годину дана паузе од студија одлази у Минхен у Немачку да ради у лабораторији професора Казимира Фајанса.
Његов рад тамо довео је до откривања индикатора апсорпције. Након пресељења у Берлин, радио је на Институту Кајзер Вилхелм, где је почео да се бави истраживањем рендгенске кристалографије. Он је унапредио своја истраживања са Рокфелеровом стипендијом, добијеном уз помоћ Фрица Хабера. Године 1924. докторирао је на Хумболтовом универзитету у Берлину, пре него што је прешао на своју алма матер, Универзитет у Ослу, где је радио од 1925. до 1964. године. Професор је постао 1934.
Његов рад је прекинут у октобру 1943. године када су њега и друго универзитетско особље ухапсили чланови  Nasjonal Samling (десничарска политичка партија) и предали окупационим властима. Био је у неколико логора, док није пуштен у новембру 1944.

## Рад
Хасел се првобитно фокусирао на неорганску хемију, али почев од 1930. године, његов рад се концентрисао на проблеме повезане са молекуларном структуром, посебно структуром циклохексана и његових деривата. Упознао је норвешку научну заједницу са концептима електричних диполних момената и дифракције електрона. Рад по коме је најпознатији је утврђивање тродимензионалности молекуларне геометрије. Фокусирао је своје истраживање на молекуле угљеника у облику прстена, за које је сумњао да испуњавају три димензије уместо две, што је уобичајено веровање тог времена. Користећи број веза између атома угљеника и водоника, Хасел је показао немогућност постојања молекула само у једној равни. Ово откриће је довело до тога да му је додељена Нобелова награда за хемију за 1969.

## Почасти
Хасел је добио Нобелову награду за хемију 1969. године, коју је поделио са енглеским хемичарем Дереком Бартоном.
Добио је Гулдберг - Ваге медаљу (Guldberg-Waage Medal) Норвешког хемијског друштва и Гунерус медаљу Краљевског норвешког друштва за науку и књижевност, обе 1964.
Хасел је имао почасне дипломе Универзитета у Копенхагену (1950) и Универзитета у Стокхолму (1960). Годишње предавање названо у његову част одржава се на Универзитету у Ослу.
Био је почасни члан Норвешког хемијског друштва, Хемијског друштва у Лондону, Норвешке академије наука и књижевности, Краљевске данске академије наука и књижевности и Краљевске шведске академије наука.
Проглашен је витезом Ордена Светог Олава 1960. године.